# Evans Cheruiyot
Evans Kiprop Cheruiyot (10 mei 1982) is een Keniaanse langeafstandsloper. Hij won van 2005 tot 2016 verschillende grote, internationaal bekende wegwedstrijden. Daarna heeft hij geen wedstrijden meer gelopen.

## Loopbaan
Zijn eerste grote successen boekte Cheruiyot in 2005 met het winnen van de 20 km van Parijs en eind dat jaar de Sylvesterlauf.
In 2007 won hij de halve marathon van Rotterdam. Met een tijd van 59.12 verbeterde hij het parcoursrecord. Hij versloeg hiermee zijn landgenoot Patrick Makau Musyoki, die eerder dit jaar nog van hem had gewonnen op de halve marathon van Berlijn. Verder schreef hij de marathon van Milaan in 2007 en de Chicago Marathon van 2008 op zijn naam. Met zijn overwinning in Chicago streek hij $ 140.000 aan prijzengeld op. Ook zijn tweede plaats bij de marathon van Dubai in 2011 was lucratief en bracht hem $ 100.000 aan prijzengeld.

## Persoonlijke records
| Onderdeel      | Prestatie | Datum           | Plaats  |
| -------------- | --------- | --------------- | ------- |
| 5000 m         | 13.38,59  | 18 mei 2005     | Koblenz |
| 10 km          | 27.29     | 1 april 2007    | Berlijn |
| 15 km          | 41.34     | 14 oktober 2007 | Udine   |
| 20 km          | 56.13     | 14 oktober 2007 | Udine   |
| halve marathon | 59.05     | 14 oktober 2007 | Udine   |
| 25 km          | 1:14.02   | 12 oktober 2008 | Chicago |
| 30 km          | 1:28.51   | 9 oktober 2011  | Chicago |
| marathon       | 2:06.25   | 12 oktober 2008 | Chicago |

## Palmares

### 10 km
- 2004: 4e Issy-les-Moulineaux - 28.49
- 2005:  Sylvesterlauf - 29.59
- 2005:  Straatsburg - 28.13
- 2005:  Clermont Ferrand - 28.52
- 2005:  Melun - 29.23
- 2006: 4e Cape Elizabeth - 28.09
- 2006:  Milaan - 28.26
- 2007: 4e Dongio - 28.35
- 2007:  Toa Baja - 29.03
- 2007:  Cape Elizabeth - 27.53
- 2011: 7e Cape Elizabeth - 28.35

### 15 km
- 2005:  Puy-en-Velay - 44.28
- 2006:  Puy-en-Velay - 44.04
- 2008:  São Silvestre in San Pablo - 45.16

### 20 km
- 2005:  20 km van Parijs - 57.19
- 2007:  20 van Alphen - 57.34

### halve marathon
- 2005:  halve marathon van Marrakech - 1:03.34
- 2005:  halve marathon van Vitry-sur-Seine - 1:01.01
- 2005:  halve marathon van Reims - 1:02.42
- 2006:  halve marathon van Eldoret - 1:01.39
- 2006:  Roma-Ostia - 1:00.14
- 2006:  halve marathon van Berlijn - 59.29
- 2006:  halve marathon van Coban - 1:03.39
- 2006:  halve marathon van Virginia Beach - 1:03.49
- 2006:  halve marathon van Udine - 1:00.18
- 2006: 6e halve marathon van New Delhi - 1:03.40
- 2007:  halve marathon van Coamo - 1:03.30
- 2007:  halve marathon van Rotterdam - 59.12
- 2007:  halve marathon van Berlijn - 59.48
- 2007:  WK in Udine - 59.05
- 2009:  Roma-Ostia - 1:01.07
- 2009: 14e halve marathon van Lissabon - 1:05.20
- 2010:  halve marathon van Eldoret - 1:01.57
- 2010: 16e City-Pier-City Loop - 1:04.05
- 2011: 6e halve marathon van Lissabon - 1:01.50
- 2012: 7e halve marathon van Udine - 1:05.02

### marathon
- 2007:  marathon van Milaan - 2:09.15
- 2008:  Chicago marathon - 2:06.25
- 2009: 8e Boston marathon - 2:12.45
- 2009: 5e marathon van Fukuoka - 2:09.46
- 2011:  marathon van Dubai - 2:08.17
- 2011: 6e marathon van Chicago - 2:10.29
- 2012: 9e marathon van Shanghai - 2:16.52
- 2013:  marathon van Linz - 2:09.57
- 2014: 7e marathon van Mumbai - 2:12.08
- 2014: 15e marathon van Warschau - 2:17.44
- 2015:  marathon van Enschede - 2:09.40